# Llaneras de Toa Baja
Le Llaneras de Toa Baja furono una franchigia di pallavolo femminile portoricana, con sede a Toa Baja.

## Storia
Le Llaneras de Toa Baja vengono fondate nel 1991, esordendo nella Liga de Voleibol Superior Femenino del 1992. Raggiungono per la prima volta le finali scudetto nel 1997, venendo sconfitte dalle Criollas de Caguas: nel 1999 le due franchigie si ritrovano nelle finali di campionato, in cui le Llaneras de Toa Baja conquistano il primo scudetto della propria storia. Un anno dopo le toabajeñas sono ancora protagoniste di una finale scudetto, ma vengono sconfitte dalle cagüeñas.
Nel campionato 2009 conquistano la quarta finale della propria storia, laureandosi campionesse di Porto Rico ai danni delle Pinkin de Corozal, mentre nelle finali scudetto del campionato seguente sono le corozaleñas a conquistare il titolo e ottenere la rivincita. Nel 2012 la franchigia cede i propri diritti di partecipazione alla LVSF alla città di Carolina, dove vengono rifondate le Gigantes de Carolina.
Nel 2018, dopo sei anni di assenza, la franchigia torna in attività grazie all'acquisto del titolo delle Leonas de Ponce, tornando in campo durante la stagione 2019: questo rientro dura solo due campionati, finché nel 2021, le nuove Llaneras de Toa Baja cedono a loro volta i diritti di partecipazione alla città di San Juan, dando vita alle Sanjuaneras de la Capital.

## Palmarès
- Campionato portoricano: 2

1999, 2009